# دوره آلبوم

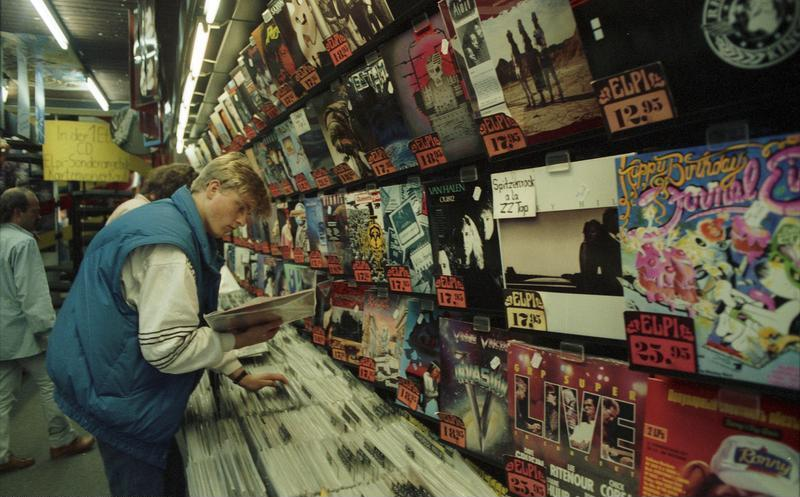
مرد جوانی در حال گشت و گذار در یک فروشگاه موسیقی در بن، آلمان غربی، ژوئن ۱۹۸۸

دورهٔ آلبوم (گاهی، دورهٔ آلبوم-راک) دوره‌ای در موسیقی عامه‌پسند طی نیمهٔ دوم سدهٔ بیستم بود که در آن آلبوم—مجموعه‌ای از ترانه‌های منتشرشده در رسانه‌های فیزیکی—شکل غالب بیان و مصرف موسیقی ضبط‌شده بود. دورهٔ آلبوم که معمولاً از میانهٔ دهه ۱۹۶۰ تا میانهٔ دهه ۲۰۰۰ به‌شکل بادوام تعریف می‌شود، عمدتاً به‌وسیلهٔ سه فرمت ضبط موسیقی متوالی هدایت می‌شود: آلبوم پرآهنگ (LP) با سرعت پخش ۳۳⅓ دور بر دقیقه، نوار کاست و لوح فشرده (CD). موسیقی‌دانان راک اهل ایالات متحده و بریتانیا اغلب در خط مقدم این دوره بودند. اصطلاح «دورهٔ آلبوم» همچنین برای اشاره به دوره‌ای بازاریابی و زیبایی‌شناسی پیرامون انتشار آلبوم از سوی یک هنرمند موسیقی به کار می‌رود.
آلبوم‌های پرآهنگ (ال‌پی) در آغاز سدهٔ بیستم به وجود آمدند و در ابتدا برای موسیقی کلاسیک و مصرف‌کنندگان بزرگسال ثروتمندتر به بازار عرضه شدند. با این حال، تک‌آهنگ‌ها همچنان بر صنعت موسیقی تسلط داشتند. در نهایت، با موفقیت نوازندگان راک اند رول در دهه ۱۹۵۰، فرمت ال‌پی بیشتر برای موسیقی متن، جاز و برخی از آثار پاپ مورد استفاده قرار گرفت. تا میانهٔ دههٔ ۱۹۶۰ که بیتلز شروع به انتشار ال‌پی‌های بلندپروازانهٔ هنری و پرفروش کرد، ترانه‌های راک و پاپ بیشتری از این موقعیت پیروی کردند و این صنعت به آلبوم‌ها موفقیتی عظیم رساند؛ در همین حال منتقدان رو به رشد راک اعتبارسنجی ارزش‌های فرهنگی آن‌ها را به عهده داشتند. در دهه ۱۹۷۰، ال‌پی به‌عنوان یک واحد هنری اساسی و یک آیتم بسیار محبوب در بین جوانان ظاهر شد. ال‌پی‌ها اغلب به‌عنوان آلبوم‌های مفهومی ساخته و به بازار عرضه می‌شدند، به‌ویژه به‌وسیلهٔ نوازندگان مترقی (پراگرسیو) هم در راک و هم در سول.
در پایان دههٔ ۱۹۷۰، ال‌پی‌ها کاهش فروشی را تجربه کردند، در حالی که قالب تک‌آهنگ‌ها با ظهور موزیک ویدیوها در ام‌تی‌وی و با محبوبیت پانک راک و دیسکو دوباره مورد تأکید قرار گرفت. صنعت موسیقی به راه‌های مختلف با این روند مقابله کرد: به تدریج جای ال‌پی‌ها با سی‌دی‌ها، انتشار تک‌آهنگ‌های کمتری که موفق بودند (برای اجبار به فروش آلبوم‌های همراه آن‌ها)، و افزایش قیمت آلبوم‌های سی‌دی در دو دهه بعد. موفقیت ستارگان ارشد پاپ منجر به ایجاد یک مدل عرضه گسترده در بین ناشرهای موسیقی شد: بازاریابی یک آلبوم حول یک تک‌آهنگ جذاب، پخش موزیک ویدیوی جذاب، کالاهای جدید، پوشش رسانه‌ای، و یک تور کنسرت حمایتی. زنان و نوازندگان سیاه‌پوست در میان آثار راک‌محور و عمدتاً مردان سفیدپوستِ دورهٔ آلبوم، با ژانر در حال رشد هیپ هاپ که در نوع خود استانداردهای مبتنی بر آلبوم را توسعه می‌داد، به کسب جایگاه ادامه دادند. در دهه ۱۹۹۰، صنعت موسیقی شاهد رونق موسیقی آلترناتیو راک و کانتری بود که منجر به اوج درآمد ۱۵ میلیارد دلاری در سال ۱۹۹۹ (بر اساس فروش سی‌دی) شد. با این حال، توسعه شبکه‌های اشتراک‌گذاری فایل مانند نپستر شروع به تضعیف ماندگاری این قالب کرد، زیرا مصرف‌کنندگان می‌توانستند به‌طور غیرقانونی ترانه‌های مورد علاقهٔ خود در سی‌دی‌ها را به‌صورت دیجیتالی از طریق اینترنت به اشتراک بگذارند.
در آغاز سدهٔ بیست و یکم، خدمات دانلود و استریم موسیقی به عنوان ابزاری برتر در توزیع موسیقی ظهور کردند، فروش آلبوم‌ها با کاهش شدیدی روبه‌رو شد، و کارهای ضبط به‌طور کلی بر تک‌آهنگ‌ها متمرکز بود و عملاً به دورهٔ آلبوم پایان داد. پارادایم انتقادی نیز از موسیقی راک دور شد و به سمت آثار نوآورانه‌تر در موسیقی پاپ و موسیقی اربن (که در دههٔ ۲۰۰۰ بر فروش موسیقی مسلط بود) تغییر کرد. گروه‌های پاپ پرمخاطب به‌طور جدی به بازاریابی آلبوم‌های خود ادامه دادند و انتشارات غافلگیرکننده به عنوان یک استراتژی محبوب ظاهر شدند. در حالی که فروش موسیقی فیزیکی در سرتاسر جهان بیشتر از گذشته کاهش یافت، سی‌دی در برخی از کشورها مانند ژاپن محبوبیت خود را حفظ کرد، که تا حدی به دلیل بازاریابی و هواداران پیرامون اجراکنندگان پرفروش آیدل‌های ژاپنی بود. در کنار کی پاپ و موسیقی اسپانیایی‌زبان، موفقیت جی-پاپ بخشی از تغییر مسیر رو به رشد دور شدن از سلطهٔ جهانی آنگلوسفر بود. در پایان دههٔ ۲۰۱۰، آلبوم‌های مفهومی با روایت‌های شخصی مرتبط با فرهنگ و از نظر انتقادی موفق دوباره ظهور کردند. قالب وینیل هم طی یک احیای تجاری به رهبری هنرمندان جریان اصلی که همچنین بیشترین استریم را با حداقل بازاریابی داشتند، محبوب شد و با تأثیر کویید-۱۹ بر صنعت موسیقی این محبوبیت افزایش یافت.